# Celosia namaensis
Celosia namaensis är en amarantväxtart som beskrevs av Schinz. Celosia namaensis ingår i släktet celosior, och familjen amarantväxter. Inga underarter finns listade i Catalogue of Life.